# Christophe Dessy
2024 à     Directeur du Centre Fédéral FRMF à Béni Mellal (Maroc)
Christophe Dessy est un footballeur et entraîneur belge né le 8 mars 1966.

## Biographie
Ancien joueur du R Charleroi SC, il effectue une carrière technique démarrée au sein de l'URBSFA, entre 1997 et 1999 : il est l'entraîneur de l'équipe nationale belge des -14, -15 et -16 ans. Il est aussi membre de la cellule de prospection de l'équipe nationale A, A' (-23 ans) et Espoirs.
Il a été ensuite entraîneur-adjoint à l'AS Nancy-Lorraine de 1999 à 2002. Puis il dirige les Centres de formation de Nancy, du Standard de Liège, et du RAEC Mons.
De décembre 2008 à mai 2009, il est l'entraîneur principal de Mons, mais ne peut éviter la relégation du club des Dragons en Division 2.
Le 23 février 2012, Christophe Dessy est une nouvelle fois désigné responsable technique de l'Académie Robert Louis-Dreyfus.
Depuis le 4 mai 2016, Christophe Dessy dirige le centre de formation de l'En avant de Guingamp.
Le 14 septembre 2018, l’Étoile du Sahel a engagé l’ancien joueur belge à la tête de la direction technique du centre de formation.
Le 10 mars 2021, Christophe Dessy devient le nouveau directeur sportif du centre de formation du Sporting de Charleroi, fonction qu'il partagera avec l'actuel directeur technique Alain Decuyper.